# The Party Ain't Over Yet
The Party Ain't Over Yet är ett album av Status Quo, utgivet 2005. Det är lite mindre rockigt än Heavy Traffic från 2002. Tre av låtarna är skrivna av John David, dessa låtarna är mer countrybaserade och låter inte riktigt som Status Quos övriga låtar.

## Låtlista
1. "The Party Ain't Over Yet" (David) - 3:51
2. "Gotta Get Up and Go" (Rossi/Young) - 4:18
3. "All That Counts Is Love" (David) - 3:41
4. "Familiar Blues" (Parfitt/Bown) - 5:09
5. "The Bubble" (Bown/Edwards) - 5:36
6. "Belavista Man" (Parfitt/Edwards) - 4:21
7. "Nevashooda" (Bown/Letley) - 3:52
8. "Velvet Train" (Bown/Edwards) - 3:33
9. "Goodbye Baby" (Rossi/Young) - 4:08
10. "You Never Stop" (Rossi/Parfitt/Edwards/Bown/Letley) - 4:33
11. "Kick Me When I'm Down" (David/Wilder) - 3:17
12. "Cupid Stupid" (Rossi/Young) - 3:51
13. "This Is Me" (Parfitt/Edwards) - 4:47